# Michelle Gulyás
Michelle Gulyás (* 24. Oktober 2000 in London, Vereinigtes Königreich) ist eine ungarische Pentathletin.

## Erfolge
Michelle Gulyás ging 2017 erstmals bei den Erwachsenen international an den Start, trat aber nach wie vor noch bei Juniorenwettbewerben an. So gewann sie bei den Olympischen Jugend-Sommerspiele 2018 in Buenos Aires die Bronzemedaille in der Einzelkonkurrenz. Im selben Jahr belegte sie bei den Weltmeisterschaften in Mexiko-Stadt in der gemischten Staffel mit Gergő Bruckmann den zweiten Platz. 2021 wurde sie in Kairo im Einzel Dritte und mit der Mannschaft Vizeweltmeisterin. Dadurch qualifizierte sie sich für die 2021 ausgetragenen Olympischen Spiele 2020 in Tokio, die sie auf dem zwölften Platz beendete. 2022 schloss sie sowohl bei den Weltmeisterschaften in Alexandria als auch bei den Europameisterschaften in Székesfehérvár den Wettkampf im Einzel auf dem zweiten und den Wettbewerb mit der Mannschaft auf dem dritten Platz ab. Ein Jahr darauf wurde sie mit der Mannschaft bei den Europaspielen in Krakau, die gleichzeitig als Europameisterschaft zählten, ebenfalls Dritte. Auch die Weltmeisterschaften 2023 in Bath beendete sie mit der Mannschaft auf dem Bronzerang.
Ihren größten Erfolg erzielte die 23-Jährige im August 2024 bei den Olympischen Spielen in Paris. Mit 1461 Punkten belegte sie vor der Französin Élodie Clouvel, die auf 1452 Punkte kam, sowie der mit 1441 Punkten drittplatzierten Seong Seung-min aus Südkorea den ersten Platz und erhielt als Olympiasiegerin die Goldmedaille. Für ihren Olympiasieg erhielt sie im September 2024 das Offizierskreuz des Ungarischen Verdienstordens.
Gulyás ist Kriminalbeamtin im Rang eines Leutnants bei der ungarischen Polizei.